# Pygarrhichas albogularis
A Pygarrhichas albogularis a madarak (Aves) osztályának verébalakúak (Passeriformes) rendjébe, valamint a fazekasmadár-félék (Furnariidae) családjába tartozó Pygarrhichas nem egyetlen faja.

## Rendszerezése
A fajt Phillip Parker King írta le 1831-ben, a Dendrocolaptes nembe Dendrocolaptes albogularis néven.

## Előfordulása
Dél-Amerika déli részén, Argentína és Chile területén honos. Természetes élőhelyei a szubtrópusi vagy trópusi síkvidéki esőerdők és lombhullató erdők.

## Megjelenése
Testhossza 16 centiméter, testtömege 20-27 gramm.
|  |

## Természetvédelmi helyzete
Az elterjedési területe nagyon nagy, egyedszáma viszont csökken, de még nem éri el a kritikus szintet. A Természetvédelmi Világszövetség Vörös listáján nem fenyegetett fajként szerepel.